# Proluta cothinalis
Proluta cothinalis là một loài bướm đêm trong họ Noctuidae.